# Disfonia
Disfonia é um termo usado para se referir a qualquer alteração na produção da voz . Ela pode se manifestar em sensação de dor e desconforto na garganta durante a produção da voz, pigarros e cansaço ao falar, além de mudanças perceptivas no som da voz, como rouquidão, aspereza, soprosidade e instabilidade. Também pode se apresentar como uma alteração no volume e no tom da voz , na ressonância e na articulação das palavras.
A disfonia pode ser um sintoma de problema nas pregas vocais. Pode ser causada por laringite, resfriado, alergias e mau uso da voz, como gritar, falar em ambientes barulhentos e falar por muito tempo . Os profissionais que tem a voz como principal ferramenta de trabalho são os que mais apresentam queixa de disfonia . O refluxo gástrico-esofágico, o etilismo e o tabagismo são fatores que aumentam o risco para a disfonia .
Sugere-se alguns cuidados com a voz, como beber bastante água, evitar alimentos gordurosos e processados, dormir bem, evitar o mau uso da voz e fazer exercícios de aquecimento vocal .

A indicação de tratamento é individualizada. É indicado que a pessoa disfônica procure o médico otorrinolaringologista. Um fonoaudiólogo deverá ser consultado para reabilitação vocal .